# Silvano Chesani
Silvano Chesani (ur. 17 lipca 1988 w Trydencie) – włoski lekkoatleta specjalizujący się w skoku wzwyż.
Jako siedemnastolatek zajął 5. miejsce na mistrzostwach Europy juniorów w Hengelo (2007), a dwa lata później był piąty podczas młodzieżowych mistrzostw Starego Kontynentu w Kownie. Bez awansu do finału startował na mistrzostwach świata na otwartym stadionie (2011 i 2013) i w hali (2012). W 2013 został wicemistrzem igrzysk śródziemnomorskich. Srebrny medalista halowych mistrzostw Europy w Pradze (2015) i szósty zawodnik kolejnego halowego czempionatu w Belgradzie (2017).
W 2007 wykryto w jego organizmie niedozwolone środki dopingujące. Wobec zawodnika zastosowano publiczne ostrzeżenie.
Złoty medalista mistrzostw Włoch oraz reprezentant kraju na drużynowych mistrzostwach Europy.
Rekordy życiowe: stadion – 2,31 (1 czerwca 2013, Modena); hala – 2,33 (17 lutego 2013, Ankona) były rekord Włoch.

## Osiągnięcia
| Rok  | Impreza                                 | Miejsce        | Lokata            | Wynik |
| ---- | --------------------------------------- | -------------- | ----------------- | ----- |
| 2007 | Mistrzostwa Europy juniorów             | Hengelo        | 5. miejsce        | 2,21  |
| 2009 | Młodzieżowe mistrzostwa Europy          | Kowno          | 5. miejsce        | 2,24  |
| 2010 | Mistrzostwa Europy                      | Barcelona      | el. – 18. miejsce | 2,19  |
| 2011 | Superliga drużynowych mistrzostw Europy | Sztokholm      | 6. miejsce        | 2,24  |
| 2011 | Mistrzostwa świata                      | Daegu          | el. – 22. miejsce | 2,25  |
| 2012 | Halowe mistrzostwa świata               | Stambuł        | el. – 15. miejsce | 2,22  |
| 2012 | Mistrzostwa Europy                      | Helsinki       | el. – 21. miejsce | 2,15  |
| 2013 | Halowe mistrzostwa Europy               | Göteborg       | el. – 10. miejsce | 2,23  |
| 2013 | Superliga drużynowych mistrzostw Europy | Gateshead      | 4. miejsce        | 2,24  |
| 2013 | Igrzyska śródziemnomorskie              | Mersin         | 2. miejsce        | 2,28  |
| 2013 | Mistrzostwa świata                      | Moskwa         | el. – 16. miejsce | 2,26  |
| 2015 | Halowe mistrzostwa Europy               | Praga          | 2. miejsce        | 2,31  |
| 2016 | Igrzyska olimpijskie                    | Rio de Janeiro | el. – 33. miejsce | 2,22  |
| 2017 | Halowe mistrzostwa Europy               | Belgrad        | 6. miejsce        | 2,27  |